# Arundinaria viridistriata
La Arundinaria viridistriata és una espècie de bambú, del gènere Arundinaria de la família de les poàcies, ordre de les poals, subclasse de les commelínides, classe de les liliòpsides, divisió dels magnoliofitins. La seva classificació taxonòmica, i el nom científic en conseqüència, ha estat controvertida, dins del procés general que afectat totes les arundinàries: alguns autors, doncs, l'anomenen Pleioblastus viridistriatus ((Regel) Makino), Pleioblastus auricomus (Mitford), Bambusa viridistriata (Regel), Sasa auricoma ((Mitford) E.G.Camus) i la situen en altres subgèneres de la mateixa tribu.
D'origen japonès, es fa al Caucas, l'est d'Àsia i Nova Zelanda. Se l'anomena kamuro-zasa en japonès i Geun se en coreà.

## Descripció
Creix fins a un metre i mig d'alt. És una planta perenne i les fulles són grogues ratllades de verd. Floreix amb intervals de molts anys, encara que això no deixa la planta tan afeblida com en eltres espècies de bambús. Suporta temperatures de -22 °C.
Varietats cultivades: A. viridistriata fo. "chrysophylla" ((Makino) Nemoto 1936), A. viridistriata "hortensis" (Makino 1926), A. viridistriata "vagans" ((Gamble) Nakai 1934).